# 菜豆腐
菜豆腐（などうふ）は、宮崎県椎葉村の郷土料理。豆腐を作る際に花や青菜を加えて作る豆腐である。
野菜豆腐、引き割れとも呼ばれる。

## 概要
椎葉村では通常の豆腐も作られるが、四季折々の季節の香りと風味を愛でた花や青菜を豆腐を作る際に混ぜ込む。これには豆腐の色合いや味、栄養の補強という面もあるが、貴重な大豆の節約と豆腐の増量が主たる目的である。
20世紀半ばまで、椎葉村の住人にとって日常食とは雑穀が中心であり、豆腐はごちそうであった。その伝統は21世紀になっても受け継がれており、菜豆腐は祭り、結婚式などの祝い事の場や葬式、法事にも使われた。
かつては、各家庭で作られていたが手間がかかるため、近隣の限られた豆腐店でつくられている。椎葉村の物産館などでの販売も行われている。
2024年には文化庁の100年フード「伝統の100年フード部門」に認定された。日向市細島の特徴的な魚食文化、栗おはぎ（美郷町）と共に、宮崎県から認定された初の100年フードとなった。

## 背景
椎葉村は、源平合戦に敗れた平家の落人が逃げ延びたとされる山里である。椎葉村では日常生活の会話に上方言葉が使い継がれており、食生活の中でも京料理を思わせる料理がある。菜豆腐もそういった京料理を流れをくむ料理である。
椎葉村は九州山地の中央に位置し、四方を山に囲まれた平地が無い村である。農業は焼畑農業が主体で、1年めはソバ、2年めはヒエかアワ、3年めは小豆、4年めの大豆と輪作が行われていた。わずかに採れた大豆も醤油や味噌にも使われるため、豆腐に使用できる大豆はわずかであった。
正月には、串に刺した菜豆腐を壁にかけ、無病息災を祈願することもあった。

## 食し方
菜豆腐は水に漬けない。適当な大きさに切った菜豆腐を醤油、練り味噌、柚子味噌などをつけて、そのまま食べる。

## 使用される花・青菜の例
かつては、からし菜、桜、山椒の葉、ダイコンの葉を干したものなどが用いられた。近年ではダイコン、ニンジン、里芋、青じそ、ホウレンソウなどの季節の野菜も用いられる。
春には菜の花、山藤の花、三つ葉など。秋から春にかけては、自生する「平家カブ」と呼ばれる野沢菜に似た青菜を用いる。
特に藤の花を用いた菜豆腐は、宮崎県内でも他に類をみない珍しい豆腐であり、毎年5月10日前後のイネの種まきの祝いの一品としてつくられている。